# Kürsat Güclü
Kürsat Güclü (* 13. Mai 1994 in Wien) ist ein österreichischer Fußballspieler.

## Karriere
Güclü begann seine Karriere beim SC Team Wiener Linien. 2008 wechselte er zum Favoritner AC. Im Juni 2010 debütierte er gegen den SK Slovan-Hütteldorfer AC für die Kampfmannschaft des FavAC in der Wiener Stadtliga.
Zur Saison 2012/13 wechselte er zum Regionalligisten Wiener Sportklub. Sein Debüt in der Regionalliga gab er im März 2013, als er am 17. Spieltag jener Saison gegen den SC Ostbahn XI in der 60. Minute für Mirza Berković eingewechselt wurde.
Nach einer Saison beim WSK schloss er sich im Juli 2013 dem Ligakonkurrenten SV Schwechat an. Nach zwei Saisonen bei den Schwechatern wechselte er zum First Vienna FC. Für die Vienna absolvierte er 38 Regionalligaspiele.
Im Juli 2017 wechselte er zum Zweitligisten SC Austria Lustenau, bei dem er einen bis Juni 2019 gültigen Vertrag erhielt. Sein Debüt in der zweiten Liga gab er im selben Monat, als er am ersten Spieltag der Saison 2017/18 gegen den Floridsdorfer AC in der 75. Minute für Ronivaldo eingewechselt wurde.
Zur Saison 2018/19 wechselte er zum Regionalligisten FC Mauerwerk. In zwei Spielzeiten kam er zu 43 Regionalligaeinsätzen für die Wiener, in denen er neun Tore erzielte. Zur Saison 2020/21 wechselte Güclü zum Ligakonkurrenten SV Stripfing. Für Stripfing lief er 55 Mal in der Regionalliga auf, ehe er mit den Niederösterreichern 2023 in die 2. Liga aufstieg. In dieser führte er das Team als Kapitän an und kam zu 29 Zweitligaeinsätzen. Im August 2024 wollte Güclü in die Türkei wechseln, ein Transfer kam aber nicht zustande. In Konsequenz dessen wurde ihm von Stripfing gekündigt.
Nach mehreren Monaten ohne Klub wechselte er anschließend im November 2024, kurz vor Ende des Herbstdurchgangs, zum Ligakonkurrenten SV Lafnitz. Für Lafnitz absolvierte er sechs Partien in der 2. Liga, aus der das Team aber abstieg. Zur Saison 2025/26 wechselte Güclü zum Regionalligisten SV Horn.